# Луна, Гэбриел
Гэбриел Исаак Луна (англ. Gabriel Isaac Luna; 5 декабря 1982 года, Остин, Техас, США) — американо-мексиканский актёр. Наиболее известен по роли Робби Рейеса / Призрачного гонщика в телесериале «Агенты „Щ.И.Т.“», роли Тони Браво в телесериале «Матадор», а также по роли детектива Пако Контрераса в телесериале «Злой город». Он снялся в таких фильмах, как «Берни» (2011), «Всё, что у меня есть» (2015), «Соус» (2015), «Транс-Пекос» (2016) и «Терминатор: Тёмные судьбы» (2019).

## Биография
Гэбриел Луна родился в Остине, штат Техас, в семье Деборы Энн (урожденная Перес) и Гэбриеля Лопеса Луна (1962—1982), оба родом из Мексики. Его отец умер в возрасте 20 лет, за три месяца до рождения Луны, поэтому он был воспитан матерью. Луна учился в университете Святого Эдварда, где играл в театре. Он дебютировал на сцене в роли Ромео Монтекки в постановке Уильяма Шекспира «Ромео и Джульетта».
Луна дебютировал на экране в роли Кристофера Ростроповича в драматическом фильме «Fall to Grace», премьера которого состоялась в марте 2005 года. В 2008 году сыграл небольшую роль в телесериале «Побег».
Луна является одним из основателей театральной компании «Paper Chairs» в Остине. Он сыграл в таких постановках как «Чёрный снег» (2009), где исполнил роль Сергея Максудова, «Орест» (2009) и «Эндшпиль» (2010) в роли Клове. За эти три спектакля он выиграл премию «Austin Critics» в категории «Лучший ведущий актёр» в 2010 году.
В 2010 году Луна получил главную роль Нэйта Хитчинса в драматическом фильме «Dance with the One». В следующем году он снялся в чёрной комедии «Берни», где сыграл второстепенную роль. Позднее он получил небольшие роли в телесериалах «Контакт» (2013) и «Морская полиция: Лос-Анджелес» (2013).
В 2014 году он получил главную роль в телесериале «Матадор», который был закрыт после одного сезона. В том же году Луна снялся в спортивной комедии «Выпускники», премьера которого состоялась на кинофестивале Трайбека в апреле 2014 года. В 2015 году он присоединился к актёрскому составу телесериала «Настоящий детектив», где сыграл роль Мигеля Гилба, бывшего любовного интереса персонажа Тейлора Китча. В том же году он снялся в драматическом фильме «Всё, что у меня есть», где сыграл вместе с Джулианной Мур и Эллен Пейдж. Затем Луна был выбран на роль Гектора в телесериале «Соус», режиссёром которого стал Джеймс Родэй. В том же году он присоединился к актёрскому составу криминальной драмы канала ABC «Злой город» в роли детектива Пако Контрераса, разыскивающего серийного убийцу в Сансет-Стрип. Телесериал был закрыт после выхода третьего эпизода, остальные пять серий были показаны на канале Hulu.
В 2016 году снялся в роли пограничника Лэнса Флореса в триллере «Транс-Пекос», совместно с Клифтоном Коллинзом-младшим и Джонни Симмонсом. Затем он сыграл роль Эдди Хаша в мини-сериала Discovery Channel «Харли и братья Дэвидсон». В июле того же года было объявлено, что Гэбриел присоединился к актёрскому составу четвёртого сезона телесериала «Агенты «Щ.И.Т.»» в роли Робби Рейеса / Призрачного гонщика. За эту роль в 2017 году он был номинирован на премию «Teen Choice Award» в категории «Choice TV: Action Actor».
В 2019 году он снялся в фильме «Хала», где сыграл мистера Лоуренса. В том же году Гэбриел появился в фильме «Терминатор: Тёмные судьбы», где исполнил роль Терминатора Rev-9.
В апреле 2021 года стало известно, что актёр утверждён на роль Томми Миллера в предстоящей экранизации игры «The Last of Us» от HBO.

## Личная жизнь
20 февраля 2011 года женился на румынской актрисе Смаранде Луна (урожденная Чичеу). Пара проживает в Лос-Анджелесе, штат Калифорния.

## Фильмография
| Фильмы и телесериалы | Фильмы и телесериалы          | Фильмы и телесериалы     | Фильмы и телесериалы            | Фильмы и телесериалы                                                      | Фильмы и телесериалы |
| Год                  | Название                      | Оригинальное название    | Роль                            | Примечания                                                                |                      |
| -------------------- | ----------------------------- | ------------------------ | ------------------------------- | ------------------------------------------------------------------------- | -------------------- |
| 2005                 |                               | Fall to Grace            | Кристофер Ростропович           |                                                                           |                      |
| 2008                 | Побег                         | Prison Break             | Эдуардо                         | эпизод: «Dirt Nap»                                                        |                      |
| 2010                 | Тэмпл Грандин                 | Temple Grandin           | студент                         | телефильм; в титрах не указан                                             |                      |
| 2010                 |                               | Dance with the One       | Нэйт Хитчинс                    |                                                                           |                      |
| 2011                 | Берни                         | Bernie                   | Кевин                           |                                                                           |                      |
| 2012                 |                               | Spring Eddy              | Эдди                            |                                                                           |                      |
| 2013                 | Контакт                       | Touch                    | Тэд                             | эпизод: «Ghosts»                                                          |                      |
| 2013                 | Морская полиция: Лос-Анджелес | NCIS: Los Angeles        | студент                         | эпизод: «Descent»                                                         |                      |
| 2014                 | Выпускники                    | Balls Out                | Винни                           |                                                                           |                      |
| 2014                 | Матадор                       | Matador                  | Тони "Матадор" Браво            | 13 эпизодов                                                               |                      |
| 2015                 | Настоящий детектив            | True Detective           | Мигель Гилб                     | эпизоды: «Maybe Tomorrow», «Down Will Come», «Black Maps and Motel Rooms» |                      |
| 2015                 | Все, что у меня есть          | Freeheld                 | Кесада                          |                                                                           |                      |
| 2015                 | Соус                          | Gravy                    | Гектор                          |                                                                           |                      |
| 2015                 | Злой город                    | Wicked City              | Пако Контрерас                  | 8 эпизодов                                                                |                      |
| 2016                 | Транс-Пекос                   | Transpecos               | Лэнс Флорес                     |                                                                           |                      |
| 2016                 | Харли и братья Дэвидсон       | Harley and the Davidsons | Эдди Хаша                       | эпизод: «mazing Machine»                                                  |                      |
| 2016                 | Роузвуд                       | Rosewood                 | Эдди Лунес                      | эпизод: «Eddie & the Empire State of Mind»                                |                      |
| 2016 – 2017          | Агенты «Щ.И.Т.»               | Agents of S.H.I.E.L.D.   | Робби Рейес / Призрачный гонщик | 9 эпизодов                                                                |                      |
| 2017                 |                               | Patti and Marina         | парень с гитарой                | эпизод: «Dating»                                                          |                      |
| 2019                 | Хала                          | Hala                     | мистер Лоуренс                  |                                                                           |                      |
| 2019                 | Тёмная сеть                   | Dark/Web                 | солдат                          | эпизод: «Chapter Three»                                                   |                      |
| 2019                 | Терминатор: Тёмные судьбы     | Terminator: Dark Fate    | Терминатор Rev-9                |                                                                           |                      |
| 2023 – н.в.          | Одни из нас                   | The Last of Us           | Томми Миллер                    | 2 эпизода                                                                 |                      |
| 2023                 | ФУБАР                         | FUBAR                    | Боро                            | 8 эпизодов                                                                |                      |
| 2024                 | Астронавт                     | The Astronaut            | Марк                            |                                                                           |                      |

## Награды и номинации
| Награды и номинации | Награды и номинации         | Награды и номинации                          | Награды и номинации                  | Награды и номинации | Награды и номинации |
| Год                 | Награда                     | Категория                                    | Номинант                             | Результат           | Прим.               |
| ------------------- | --------------------------- | -------------------------------------------- | ------------------------------------ | ------------------- | ------------------- |
| 2010                | Austin Critics Table Awards | Лучший ведущий актёр                         | «Чёрный снег» / «Орест» / «Эндшпиль» | Победа              | [ 8 ]               |
| 2016                | Nashville Film Festival     | Специальный приз жюри за лучшую мужскую роль | «Транс-Пекос»                        | Победа              |                     |
| 2017                | Teen Choice Awards          | Choice TV: Action Actor                      | Агенты «Щ.И.Т.»                      | Номинация           | [ 20 ]              |